# Teuva
Teuva (in svedese Östermark) è un comune finlandese di 4862 abitanti, situato nella regione dell'Ostrobotnia Meridionale.
Il comune è di sola lingua finlandese.

## Villaggi
Horo, Horonkylä, Kauppila, Kirkonkylä, Komsi, Korvenkylä, Luovankylä, Nori, Perälä, Piikkilänkylä, Riippi, Salonpää e Äystö.